# Lex Cornelia Sullae de sicariis et veneficis
La lex Cornelia Sullae de sicariis et veneficis fu una legge proposta nell'81 a.C. dal dittatore Silla per ridisciplinare la materia del crìmen homicidii, crimine variamente disciplinato in diritto romano (fino al II sec. a.C. veniva ancora chiamato parricìdium). La legge istituiva un tribunale allo scopo per questi crimini, la quaestio de sicariis et veneficis. Tra le altre disposizioni, la lex Cornelia prevedeva il divieto di aborto volontario per le donne (in quanto sottoposte giuridicamente al pater familias) e il divieto di circoncisione erga omnes, eccetto per gli Ebrei, che va inteso come restrizione verso forme di religione privata. 

## Descrizione
La legge colpiva:
- chi, in città o entro un miglio da essa, andava attorno armato a scopo di ledere le persone o la proprietà;
- l'omicidio e il tentativo di omicidio, senza distinzione tra libero o servo (il testo originario della Lex Cornelia non comprendeva una norma specifica riguardante l'uccisione dello schiavo, ma questa era stata ricavata tramite interpretazione giurisprudenziale[2]);
- chi preparava, vendeva, comprava, deteneva o somministrava un venenum malum necandi hominis causa e forse anche chi praticava arti magiche; in seguito la si applicò all'aborto volontario, alla castrazione e alla circoncisione, tranne che gli Ebrei;
- chi appiccava dolosamente incendio;
- il magistrato o judex quaestionis che accogliendo coscientemente una falsa testimonianza o lasciandosi corrompere o violando la legge, procurava la morte di un innocente. La responsabilità era – conforme all'ordinamento sillano – limitata ai giudici di rango senatorio;
- chi, con la falsa deposizione, determinava una condanna a morte.

Un premio spettava all'eventuale accusatore.
Per le varie fattispecie di omicidio o di tentato omicidio, la lex Cornelia de sicàriis et venèficis stabilì la pena dell’interdìctio aqua et igni, una delle pene previste dal diritto penale romano e, nella Roma delle origini, dalla legge delle XII tavole, come conseguenza di delitti particolarmente gravi. Tale pena consisteva nell'allontanamento coatto e definitivo dal territorio romano: coloro che la subivano, pertanto, non potevano più rientrare in patria. Nel caso in cui varcavano i confini di Roma, non solo non riacquistavano la soggettività giuridica, ma potevano essere impunemente aggrediti da qualsiasi cittadino, mentre in periodo classico subivano la pena pubblica della deportatio in insulam (deportazione in una località isolata che comportava la perdita dello status civitatis e la confisca dei beni, totale o parziale). 
La connessione dell’interdìctio aqua et igni con la pena di morte è evidenziata dal fatto che, per taluni delitti, al condannato era attribuito un particolare beneficio, detto iùs exìlii, consistente nella facoltà di sottrarsi all'esecuzione della pena di morte, sottoponendosi volontariamente all’interdìctio aqua et igni. In correlazione con tale facoltà, sta la distinzione terminologica (talora riscontrabile nelle fonti) tra: interdìctio aqua et igni in senso stretto (esilio coatto) ed exilium (esilio volontario, accettato nell'esercizio del iùs exìlii). 
Dall'ambito applicativo dell’interdìctio aqua et igni esulò la particolare ipotesi dell'uccisione del proprio pater o di propri congiunti (parricìdium), punita con la pœna cùllei (temutissima pena inflitta al soggetto che si era reso responsabile di parricìdium), crimine consistente, in origine, nell'uccisione di un pater familias (in seguito di un qualsiasi patrizio): il colpevole veniva chiuso in un sacco di cuoio insieme ad una vipera, ad un cane, ad un gallo e ad una scimmia, e gettato nel Tevere.
La pœna cùllei, tipica dell'età arcaica e successivamente caduta in disuso, venne ripristinata da Augusto nei confronti dei soggetti resisi colpevoli di delitto nei confronti del proprio pater familias (parricidium in senso stretto).
Nel 55 a.C., con l'emanazione della lex Pompeia de parricidio si stabilì che al parricida dovesse applicarsi la stessa pena irrogata, per l'omicida, dalla lex Cornelia de sicàriis et venèficis, e cioè l’interdìctio aqua et igni, in sostituzione della pœna cùllei. 